# رمضان در خوزستان
ماه رمضان در استان خوزستان از دیرباز شامل آواها و آیین‌های خاص بوده‌است.برخی از آیین‌ها و آواهای مرسوم در استان خوزستان همانند دیگر نقاط ایران است و برخی خاص این استان است.

## آیین‌ها
گرگیعان
گرگیعان یا قرقیعان آیین سنتی رایج بین عرب‌های خوزستان است. این آیین که ریشه‌ای تاریخی دارد در نیمهٔ ماه رمضان در مناطق عرب‌نشین توسط کودکان اجرا می‌شود. این جشن در میان شیعیان دیگر کشورهای عربی نیز جایگاه بالایی دارد. در این آیین، در شب پانزدهم ماه رمضان، کودکان عرب خوزستان پس از افطار، لباس‌های محلی خود را پوشیده، پسران دشداشه پوشیده و دختران چادر عربی بر سر
می‌کنند و با شور و شعف به کوچه-پس‌کوچه‌های شهرها و روستاهای عرب‌نشین می‌روند و با بر گردن آویختن کیسه‌هایی که از پیش تهیه‌شده، برای جمع‌آوری عیدی و شیرینی ماه رمضان به درب خانه‌ها می‌روند.
دید و بازدید
در میان مردم خوزستان رسم است که معمولاً سعی می‌کنند به علت ثواب بالای افطاردادن به روزه‌داران، همواره میهمانی بر سر سفرهٔ خود داشته باشند یا این‌که آن‌ها به دعوت یکی از اقوام سر سفره‌ای دیگر حضور یابند. به همین دلیل دید و بازدید در این ماه در استان خوزستان به اوج خود می‌رسد و مردم پس از افطار، اغلب در کنار آشنایان و بستگان حضور دارند. در این ماه دید و بازدیدها به‌خصوص پس از افطار دوچندان می‌شود. اعضای خانواده خود را ملزم به صلهٔ رحم می‌دانند و شب‌ها با مهمانی‌رفتن، از احوال یکدیگر باخبر می‌شوند.
همچنین در نخستین روز از ماه رمضان، کوچکترهای خانواده به دیدن بزرگترها می‌روند و حلول این ماه را به آن‌ها تبریک می گویند.
روضه‌خوانی
در این ماه در اغلب خانه‌ها و حسینیه‌ها مراسم روضه‌خوانی برپاست؛ به‌خصوص مردان ساعاتی را در این مراسم حضور پیدا می‌کنند. برگزاری مراسم ۳۰ روزهٔ روضه‌خوانی در خانه‌ها و اغلب حسینیه‌ها بیشتر در میان مردم عرب خوزستان رایج است که در این روضه‌خوانی‌ها، پذیرایی غالب قهوهٔ مخصوص مردم عرب با آن مراسم خاص خود است. در واقع، مردم عرب برای خوردن قهوه مراسم و قوانین و باورهای خاصی دارند.

### موسیقی‌ها
موسیقی رمضان در ایران پر از شادی بود چراکه می‌کوشید انسان را به معنویت نزدیک کند. تنها اشعار حزن‌انگیزی که در این ماه خوانده می‌شد به ایام قتل علی بن ابی‌طالب برمی‌گشت. «منقبت‌خوانی» ویژهٔ شب‌های قدر بود و در رثای علی بن ابی‌طالب خوانده می‌شد؛ در نیمهٔ رمضان هم مولودی‌خوانی و مناجات حسنی وجود داشت. «صلوات‌خوانی» تنها به ماه رمضان اختصاص نداشت اما در این ماه زیباتر اجرا می‌شد و در برخی شهرها چون دزفول و شوشتر حتی صلوات‌خوانی شاد هم وجود داشت.

### خوراکی‌ها
در این ماه زنان و دختران خانواده با تهیهٔ انواع شیرینی محلی همانند لگیمات یا ماقوطه، شعریه، شعث، رنگینک (که با خرما و آرد درست می‌شود)، حلوای مسقطی و معسل به‌علاوهٔ فرنی، حلیم و آش سفرهٔ افطار را آماده می‌کنند و به همراه آن آب‌داغ با نبات و چای به روزه‌داران تعارف می‌شود.
شیرینی، خرما و فرنی در این خطه معمولاً در هر سفرهٔ افطاری باید باشد و کمتر خانواده‌ای یافت می‌شود که افطار خود را با خرما یا فرنی نگشاید.
مفطح یکی از غذاهای پرچرب مردم عرب خوزستان است که پخت‌وپز آن در ماه رمضان بیشتر می‌شود. این غذا در واقع تکه‌های بزرگ راستهٔ گوسفند است که با ادویه‌جات خاصی پخته می‌شود.

### محیبس
از قدیم در این ماه بازی محبس یا محیبس (انگشتر کوچک به زبان عربی) در بین مردم عرب خوزستان رواج یافت که مردان و پیران به صورت جمعی بازی می‌کردند. این بازی که همان گل یا پوچ است بین دو گروه پنج تا ۲۰ نفره انجام می‌شد. قدیمی‌ها در این بازی آن‌قدر مهارت داشتند که می‌توانستند انگشتری را که بین ۱۰ تا ۴۰ دست قرار داشت به‌راحتی از رنگ فرد نگهدارنده یا با فشاردادن دست‌های آن‌ها مشخص کنند. البته این بازی در استان خوزستان در سال‌های اخیر به دست فراموشی سپرده شده؛ هرچند هنوز قدیمی‌ها در برخی روستاها این بازی را انجام می‌دهند. در بسیاری از خانواده‌های اهوازی نیز، این بازی در میان اعضای فامیل انجام می‌شود و شب‌های سرگرم‌کننده‌ای را با انجام این بازی سپری می‌کنند.

### صبحانه عید فطر
در شهرهای سوسنگرد، بستان، حمیدیه و اهواز بعضی از خانواده‌ها رسم بر آن دارند که با دادن صبحانه مختصر نزدیکان خود را به دور هم جمع کنند و احیاناً در صورت وجود کدورت‌ها صلح و آشتی را میان آن‌ها برقرار سازند. این رسم میان مردم عرب خوزستان از دیرباز موجود بوده و تاکنون نیز میان برخی قبایل اجرا می‌شود و اقوام بعد از ادای نماز عید سعید فطر برای صرف صبحانه معمولاً در خانه بزرگ خانواده جمع می‌شوند.
نوع صبحانه‌ای که برای پذیرایی از مهمان‌ها تهیه می‌کنند نیز در میان شهرهای مختلف یکسان نیست و با توجه به محصولات تولیدی در آن شهر نوع صبحانه تقدیمی متفاوت است.
شهرهای سوسنگرد، بستان، حمیدیه معمولاً در صبحانه برنج به همراه ماست و روغن محلی(فرگاعه) تهیه می‌شود. چرا که تولید روغن محلی و ماست در این شهر متداول است. 

## آیین‌های بدرقه

### آیین‌ها
آیین‌های روز عید فطر در میان مردم عرب خوزستان

دید و بازدید عید فطر در خیابان میثاق شهر شوش

برای عرب‌های خوزستان عید فطر از جمله عیدهای باشکوه معنوی محسوب شده و از عید ملی نوروز مهم‌تر بوده، بر آن بیشتر ارج می‌نهند، به طوری که بعضی مردم در آن منطقه به این عید می‌گویند عید عرب‌ها
در این ایام بسیاری از مراکز و میادین این شهرها آذین‌بندی و چراغانی می‌شود. علاوه بر این، مردم نیز همچون ایام نوروز پیشاپیش به خانه‌تکانی پرداخته و خود را برای استقبال هرچه مناسب‌تر از این عید آماده می‌کنند. عرب‌های خوزستان دو روز مانده به عید را «ام‌الوسخ» و یک روز مانده به عید را «ام‌الحلس» می‌نامند. ام‌الوسخ به معنای روز «چرکین» است. در این روز مردم عرب به نظافت خانه‌های خود می‌پردازند، اجناس تازه برای منزل می‌خرند و خانه را برای فرارسیدن عید و اکرام مهمان تمیز و آماده می‌کنند. روز بعد از ام‌الوسخ را ام‌الحلس می‌نامند. ام‌الحلس نیز که نامی محلی و قدیمی است به معنای روز نظافت و رسیدگی شخصی است. در این روز جوانان به ظاهر خود رسیدگی می‌کنند. البته واژهٔ حلس دیگر کمتر به کار می‌رود و می‌توان گفت ام‌الحلس متضاد و نقطهٔ مقابل ام‌الوسخ است.
در این ایام فروش انواع شیرینی و آجیل و ازدحام جمعیت در بازارهای شهرهای عرب‌نشین خوزستان جلوه‌ای دیگر به آن‌ها می‌بخشد. علاوه بر این، بازار انواع پوشاک نیز در این ایام بسیار رونق می‌گیرد چراکه اکثر مردم رخت و لباس خود را برای عید فطر نو می‌کنند. در شب عید و هنگام اعلام رؤیت هلال ماه، مردم عرب طبق عادات خود در مساجد تکبیرگویان این عید را اعلام می‌کنند به طوری که صدای تکبیر فضای عرفانی خاصی را برای دقایقی در شهرها به وجود می‌آورد. در این روز کودکان در کوچه-پس‌کوچه‌ها به شادی و سرور می‌پردازند.
مردم که از چند روز قبل خود را برای این روز آماده کرده‌اند در این روز، پس از اقامهٔ نماز عید فطر، خود را برای آیین‌های این روز آماده می‌کنند. بسیاری از مردم ابتدا به قبرستان‌ها رفته و بر سر مزار بستگان خود حاضر می‌شوند. سپس افراد یک محله در ابتدا برای تبریک عید به خانهٔ همسایه‌های عزادار محلهٔ خود می‌روند و برای آنان دعای سالی خوش و بی‌مصیبت می‌کنند. پس از آن نوبت به بزرگان محله می‌رسد.
براساس یک سنت دیرینه، مردم خوزستان عید فطر را در کنار اعضای خانواده و دوستان سپری کرده یا افراد کوچک‌تر به خانهٔ بزرگ‌ترهای خود می‌روند تا عید را به یکدیگر تبریک بگویند. همچنین در این روز مردم به خانه‌های همسایگان و آشنایان رفته و در آن روز در هر خانه‌ای سفره‌ای رنگین پهن می‌شود. در روز عید فطر درب خانه‌ها باز است و همسایه‌ها با گفتن «یا الله» و «عیدکم مبارک یا اهل البیت» وارد خانه‌ها شده و با گفتم جملاتی نظیر «عیدکم مبارک» و «ایامکم سعیده» و «الله ایعوده علیکم بخیر و عافیة» که ورد زبان کوچک و بزرگ و زن و مرد است به خانهٔ همسایه‌ها می‌روند. در میان عشایر خوزستان نیز، مردم با «هوسه» و پایکوبی کوچه‌های محلات را طی می‌کنند و به سراغ بزرگ محله و قبیله رفته و در مضیف (مکان پذیرایی) گرد هم می‌آیند. برخی در این مجلس به شعرسرایی می‌پردازند و ترنم شنیدن صدای شعرهای شعبی (شعرهایی با زبان گفتار) به گوش می‌رسد. همچنین در این روز برخی از مردم به پخش شیرینی و شربت در مجالس و محافل و کوچه و بازار می‌پردازند.

## پی‌نوشت
1. ↑  منصور آل‌کثیر، «جشن گرگیعان در خوزستان»، خبرگزاری میراث.
2. ↑  منصور آل‌کثیر، «جشن گرگیعان در خوزستان»، خبرگزاری میراث.
3. ↑  منصور آل‌کثیر، «گذری بر آئین گرگیعان...»، انسان‌شناسی و فرهنگ.
4. ↑  منصور آل‌کثیر، «۱۵ رمضان، برگزاری جشن...»، جام‌جم آنلاین.
5. ↑  جاوید، «نغمه‌های فراموش‌شدهٔ رمضان...»، خبرگزاری میراث فرهنگی.
6. ↑  «آشنایی با آداب و رسوم...»،  همشهری آنلاین.
7. ↑  خبرگزاری مهر
8. ↑  «خبرگزاری فارس». بایگانی‌شده از اصلی در ۲۶ ژوئیه ۲۰۱۴. دریافت‌شده در ۲۶ ژوئیه ۲۰۱۴.
9. ↑  منصور آل‌کثیر، «گذری بر آئین گرگیعان...»، انسان‌شناسی و فرهنگ.
10. ↑  حسین‌نژادیان، «عوامل تأثیرگذار در فرهنگ عمومی»، روزنامهٔ کیهان، ۶.
11. 1 2 3 4 5 6 7 8 9 10  «عید فطر تداعی‌کنندهٔ نوروز...»،  عصر ایران.
12. ↑  منصور آل‌کثیر، «تعطیلی سه‌روزهٔ عید فطر...»، ایسنا.
13. ↑  منصور آل‌کثیر، «تعطیلی سه‌روزهٔ عید فطر...»، ایسنا.
14. ↑  منصور آل‌کثیر، «تعطیلی سه‌روزهٔ عید فطر...»، ایسنا.
15. ↑  منصور آل‌کثیر، «تعطیلی سه‌روزهٔ عید فطر...»، ایسنا.